# Сапсович, Борис Иосифович
Борис Иосифович Сапсович (1921—1998) — главный конструктор ФАР для РЛС, лауреат Государственной премии СССР (1978).

## Биография
Родился 22.08.1921 в Симферополе.
Участник Великой Отечественной войны.
Окончил Военно-воздушную академию имени Н. Е. Жуковского (1945), по распределению работал в НИИ-17: инженер, старший инженер, начальник лаборатории волноводов.
В 1955 году вместе с группой специалистов во главе с В. В. Тихомировым переведён в г. Жуковский (Московская область) для организации Филиала НИИ-17 (НИИП): начальник лаборатории волноводов, с 1960 начальник антенно-волноводного отдела, с 1968 г. главный конструктор антенных систем, с 1990 главный научный сотрудник.
Умер 08.10.1998. Похоронен на Донском кладбище.

## Научная деятельность
Руководил работами по созданию антенно-волноводных систем, антенн и волноводных узллов для РЛС «Изумруд», «Ураган-5Б», ЗРК «Куб», «Бук», «Бук-М1» и др.
Участвовал в научных исследованиях, в результате которых разработаны новые оригинальные схемы и принципы построения антенн, волноводных устройств и облучателей.
С 1968 года участвовал в создании ФАР для РЛС «Заслон» — первой в мире, установленной на истребителе. Её технические характеристики существенно превосходили уровень, достигнутый в то время в аналогичных иностранных и советских изделиях.

## Награды и звания
- Доктор технических наук (1983);
- Профессор.
- Два ордена Трудового Красного Знамени (1971, 1982);
- Орден Отечественной войны II степени (1990);
- Государственная премия СССР (1978);
- Почётный радист СССР (1971);
- Заслуженный деятель науки и техники РФ (11.05.1995).